# ドナート・カブレラ
ドナート・カブレラ（Donato Cabrera, 1973年2月4日 - ）は、アメリカ合衆国出身の指揮者。指揮者になる以前はホルン奏者であった。24歳でネバダ州リノ室内楽団を指揮し、プロデビューを果たす。世界有数の指揮者と共同すると同時に一流の歌劇団や交響楽団で指揮を務め、音楽家としての知識と技術に磨きをかける。その情熱、実力、経験を生かしコンサートホールや歌劇場で活躍し、稀な才能と感性をもつ個性的な指揮者として、評論家ならび音楽家に認められている。1998年にミュンヘンのツヴァイグロシェン室内オペラでヨーロッパ・デビューを果たし高い評価を得た後、多面性のある活動を続け、現在はサンフランシスコ歌劇場で副指揮者を務める。ネバダ州リノ出身、サンフランシスコ在住。

## 概要
両親はメキシコ出身である。
身長188.9cm。
趣味　サイクリング、音楽、料理
興味のあるもの : 映画、歴史、哲学、文学、バレエ、演劇、現代美術、建築、ニューヨーク、サンフランシスコ、スポレート、ヨーロッパ、イタリア、オーストリア、ドイツ、ウィーン、ローマ
好きな音楽 : クラシック、オペラ、ジャズ、ワールド、ロック、モーツァルト、シベリウス、コルトレーン、ブラームス、レディオヘッド、ジョン・アダムズ、コールドプレイ、カエターノ・ヴェローゾ、フレデリック・ジェフスキー、ドナルド・マルティーノ、ジェイコブ・ドラックマン、ジョン・ケージ、ベン・フォールズ、ベートーヴェン、ピーター・ガブリエル、ヴェルディ、ベルク、ドヴォルザーク、リゲティ、モンテヴェルディ、ハインリヒ・シュッツ、ヤニス・クセナキス、メンデルスゾーン、シューマン、ブリテン、クリス・アイザック
好きな映画 : 《ニュー・シネマ・パラダイス》、《ヒトラー 〜最期の12日間〜》、《大人は判ってくれない》、《天井桟敷の人々》、《トリコロール/青の愛》、《トリコロール/白の愛》、《トリコロール/赤の愛》、《ネオ・ファンタジア》、《ドッグ・ショウ!》、《悪魔のような女》、《用心棒》、《アマデウス》、《トーク・トゥ・ハー》、《ブレードランナー》、《未来世紀ブラジル》、《グリーン・デスティニー》、《モーターサイクル・ダイアリーズ》、《サイドウェイ》、《U・ボート》、《そして、ひと粒のひかり》、《サン・ピエールの生命》
好きな本 : 《銃・病原菌・鉄》、《文明崩壊 滅亡と存続の命運を分けるもの》、《パブロ・ネルーダ　100のソネット》、《大いなる遺産》、大抵のサルマン・ラシュディの本、多くのジョン・アップダイクの本、《シカール》、《百年の孤独》、《日はまた昇る》、ヘミングウェイの短編、《星の巡礼》

### オペラ
2005年秋にサンフランシスコ歌劇場の副指揮者に就任後、同歌劇場のジョン・アダムズ作曲《ドクター・アトミック》の世界初演に携わり、出演者と共同し、一次稽古のすべてを指揮する。その様子は、受賞ドキュメンタリー《Wonders Are Many》に収録され、2008年秋にPBSにより全米で放映される。また、《ドン・ジョヴァンニ》、《タンホイザー》、《魔笛》、《つばめ》、《放蕩者のなりゆき》、《運命の力》、《蝶々夫人》、《マノン・レスコー》、《ラインの黄金》、《ばらの騎士》、《トリスタンとイゾルデ》などの公演の指揮と支援に携わる。2006年10月に公演された《こうもり》が同歌劇場でのデビューとなる。さらに、2005年12月にはオレゴン州のポートランド・オペラにおいて、ブリテン作曲《ルクレチアの凌辱》を指揮し、出演者およびオーケストラの完成度の高さに、満場一致の称賛をうける。

### サンフランシスコ地域
サンフランシスコ地域の芸術界では、不可欠の存在であり、サンフランシスコ青少年交響楽団において頻繁に代理指揮者としてリハーサルを行う。同交響楽団主催の2007年協奏曲コンクールでは、審査員をも務める。2008年春には、サンフランシスコ音楽院交響楽団でブラームス交響曲第1番のワークショップを指揮する。その後即座に2008〜2009年シーズンに携わり、ワークショップの中核的レパートリーの指揮を務める。2008年3月にはバークレー・オペラ公演のドニゼッティ作曲《愛の妙薬》で音楽監督・指揮を務め、同歌劇団でのデビューを果たし、その才能を高く評価される。

### 現代音楽
アメリカ現代音楽合奏団の音楽監督・共同創立者でもあり、現代・新音楽に深く献身。有望な若手作曲家の作品を演奏し、現代音楽の傑作を指揮する。これまで同合奏団において、ジョン・アダムズ、ジェイコブ・ドラックマン、ドナルド・マルティーノ、フレデリック・ジェフスキー、エリオット・カーターの作品の指揮に携わる。

### 音楽教育・地域音楽活動支援
音楽教育や地域の音楽活動支援にも熱心に貢献している。ニュージャージー交響楽団では青少年コンサートを4シーズンにわたり企画および指揮を行い、ニュージャージー州全域の1万5千人以上の子供たちのために毎年演奏を行う。ニューアーク地域青少年交響楽団の指導も務め、ニューアーク市周辺の都心部の青少年の音楽的な情操と創造力を養う。さらに、ジュリアード、シンシナティ、コネチカット州ノーウォーク、コネチカット州リッジフィールドの青少年交響楽団の指揮も担当。若手声楽家との協調にも励み、ポートランド・オペラやサンフランシスコ歌劇場では、若手音楽家たちと何度も共同する。

### 音楽祭
ザルツブルク音楽祭、ラヴィニア音楽祭、スポレート音楽祭、アスペン音楽祭などの多数の名高い音楽祭で助指揮者を務め、カリフォルニア州サンタ・バーバラのミュージック・アカデミー・オブ・ウェストにおいては、2夏にわたり常任指揮者として活躍する。これまでに、ジェームズ・コンロン、マリス・ヤンソンス、ネーメ・ヤルヴィ、ニコラ・ルイゾッティ、ズデニェク・マーツァル、クルト・マズア、ジュリアス・ルーデル、ドナルド・ラニクルズ、スタニスワフ・スクロヴァチェフスキなどの巨匠の助指揮者をも務める。

## 経歴

### オペラ
- 2008年秋　メトロポリタン歌劇場（Metropolitan Opera）　副指揮者・代理指揮者
- 2008年 バークレー・オペラ（Berkeley Opera）　音楽監督・指揮者
  - ドニゼッティ作曲《愛の妙薬》
- 2006年〜現在 サンフランシスコ歌劇場（San Francisco Opera）　副指揮者としてリハーサル指揮担当
  - ジョン・アダムズ作曲《ドクター・アトミック》
  - ヴェルディ作曲《運命の力》
  - プッチーニ作曲《蝶々夫人》
  - ヨハン・シュトラウス2世作曲《こうもり》
  - リヒャルト・ワーグナー作曲《トリスタンとイゾルデ》
  - プッチーニ作曲《マノン・レスコー》
  - ストラヴィンスキー作曲《放蕩者のなりゆき》
  - リヒャルト・ワーグナー作曲《ラインの黄金》
  - プッチーニ作曲《つばめ》
- 2006年〜2007年 サンフランシスコ歌劇場（San Francisco Opera）　客演指揮者
  - モーツァルト作曲《魔笛》　2007年10月
  - リヒャルト・ワーグナー作曲《タンホイザー》　2007年10月
  - モーツァルト作曲《ドン・ジョヴァンニ》　2007年6月
  - ヨハン・シュトラウス2世作曲《こうもり》　2006年10月
  - 屋外オペラコンサート　2006年5月
- 2005年〜2006年 サンフランシスコ歌劇場（San Francisco Opera）　職員指揮者
- 2005年 ポートランド・オペラ（Portland Opera）　客演指揮者
  - ブリテン作曲《ルクレティアの凌辱》
- 2001年秋 マンハッタン音楽院オペラ公演（Manhattan School of Music Opera Theater）　音楽監督

### 交響楽団
- 2003年〜2006年 ニュージャージー交響楽団（New Jersey Symphony Orchestra）　副指揮者・代理指揮者
- 2002年〜2006年 ニュージャージー交響楽団（New Jersey Symphony Orchestra）　客演指揮者
- 2004年 ノーウォーク青少年交響楽団（Norwalk Youth Symphony）客演指揮者
- 2004年 ジュリアード音楽院プレカレッジ交響楽団（Juilliard Pre-College Orchestra）　客演指揮者としてリハーサル担当
- 2004年秋 フォート・ワース交響楽団（Fort Worth Symphony Orchestra）　客演指揮者
- 2002年夏 アッテルガウ交響楽団（Attergau Institut Orchester）マリス・ヤンソンとマルチェロ・ヴィオッティの副指揮者

### 音楽祭
- 2005年夏 ラヴィニア音楽祭（Ravinia Festival）　ジェームズ・コンロンの副指揮者
- 2004年夏 スポレート音楽祭（Spoleto Festival）ジェームズ・コンロンの副指揮者
- 2003年夏・2004年夏 ミュージック・アカデミー・オブ・ウェスト（Music Academy of the West）　副指揮者
- 2003年 ミュージック・アカデミー・オブ・ウェスト（Music Academy of the West）　客演指揮者
  - 独立記念日カナディアン・ブラス・コンサート
- 2001年夏 アスペン音楽祭オペラ公演（Aspen Music Festival Opera Theater）　副指揮者
- 1998年 ツヴァイグロシェンオペラ音楽祭（Zwei Groschen Opera Summer Festival）　音楽監督

### 現代音楽
- アメリカ現代音楽合奏団（American Contemporary Music Ensemble）　音楽監督

### その他
- 音楽遺産の再発見（Recovering a Musical Heritage）　ジェームズ・コンロンの副指揮者

## 学歴
- マンハッタン音楽院指揮科　2002年修業
- インディアナ大学ブルーミントン校大学院指揮科　2000年修業
- イリノイ大学オーケストラ指揮科　1998年修士
- ネバダ大学リノ校音楽科　1996年学士

## ビデオ・ギャラリー
- 指揮の様子　サンフランシスコ歌劇団《タンホイザー》公演　2007年10月
- 指揮の様子　サンフランシスコ歌劇団《魔笛》公演　2007年10月
- 指揮の様子　サンフランシスコ歌劇団《ドン・ジョヴァンニ》公演　2007年6月
- オーケストラ・リハーサルの指揮の様子　サンフランシスコ歌劇団《放蕩者のなりゆき》2007年